# Клајн Луков (Мириц)
Клајн Луков (њем. Klein Lukow) је мјесто у њемачкој савезној држави Мекленбург-Западна Померанија. Једно је од бивших општинских средишта округа Мириц. Посједује регионалну шифру (AGS) 13056029.

## Географски и демографски подаци
Мјесто се налази на надморској висини од 56 метара. Његова површина износи 14,1 km². У самом мјесту је, према процјени из 2010. године, живјело 245 становника. Просјечна густина становништва износи 17 становника/km².